# Institut Lyfe
L'Institut Lyfe est une grande école de management international de l'hôtellerie-restauration, arts culinaires, pâtisserie et œnologie, membre affilié de la Conférence des grandes écoles,, située à Écully, dans le Grand Lyon. L'école se nommait anciennement « Institut Paul-Bocuse » du nom du chef cuisinier lyonnais, co-fondateur avec Gérard Pelisson de l'école. Depuis le printemps 2023, l'Institut se renomme Institut Lyfe (acronyme de Lyon for Excellence).

## Historique
En 1990, Paul Bocuse fonde à la demande du ministre de la culture Jack Lang, l'École supérieure des arts culinaires et de l'hôtellerie d'Écully, renommée Institut Paul Bocuse en 2002. Gérard Pélisson rejoint la présidence du conseil d'administration au côté de Paul Bocuse en 1998. Le campus de l'école gravite autour du château du Vivier situé dans le parc du Vivier de 7 hectares. Le style architectural du bâtiment central est néo-gothique, construit par l'architecte Cahuzac, élève d'Eugène Viollet-le-Duc, pour l'industriel lyonnais Louis-Cyrille Cottin en 1884.[réf. souhaitée]

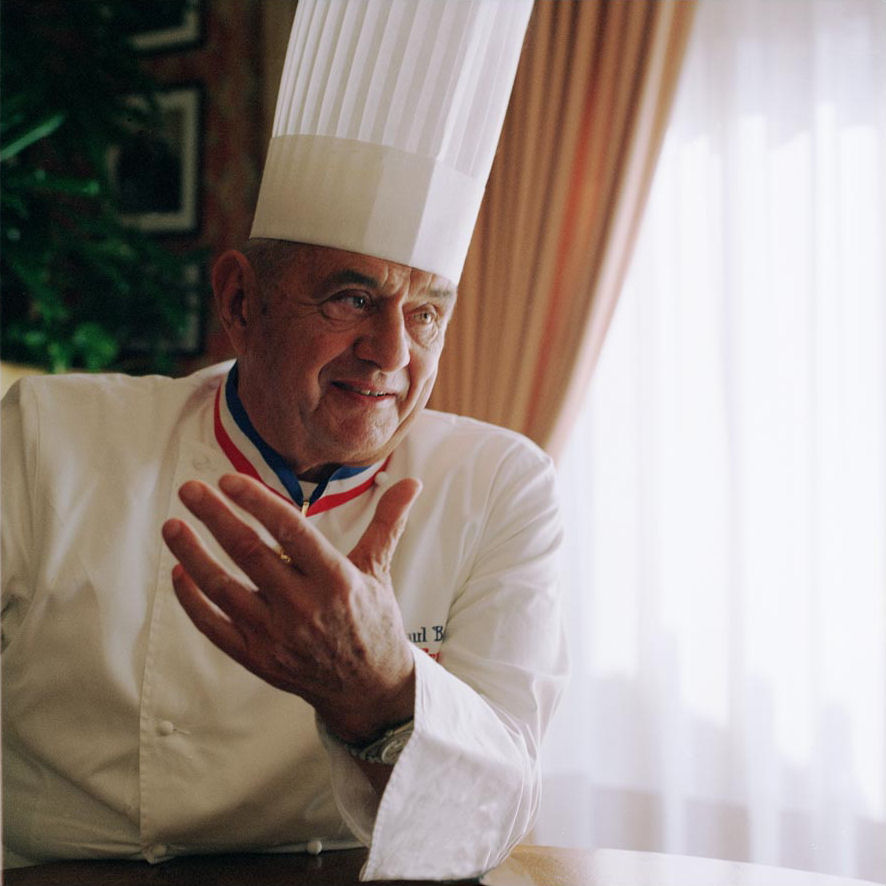
Paul Bocuse.
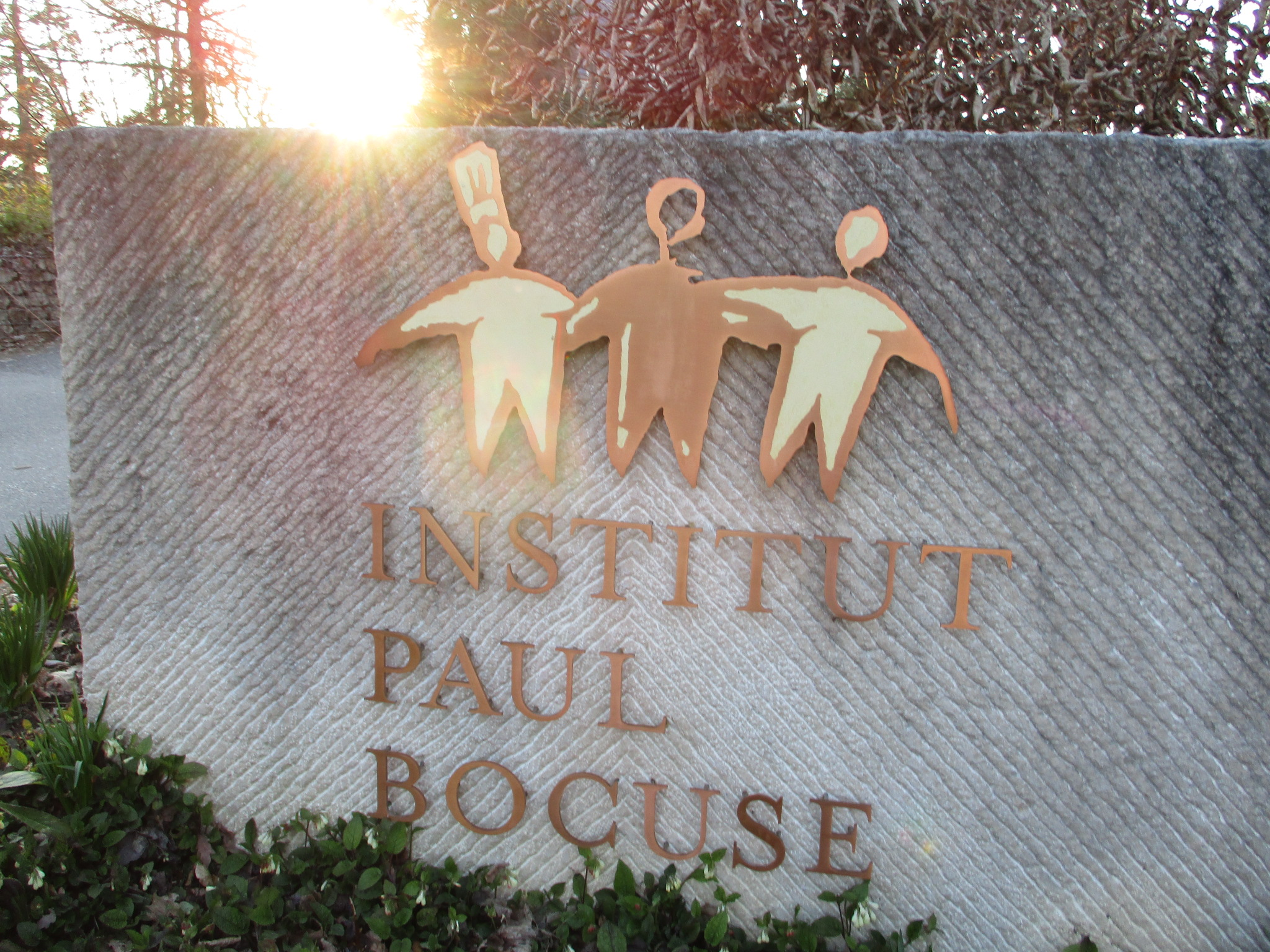
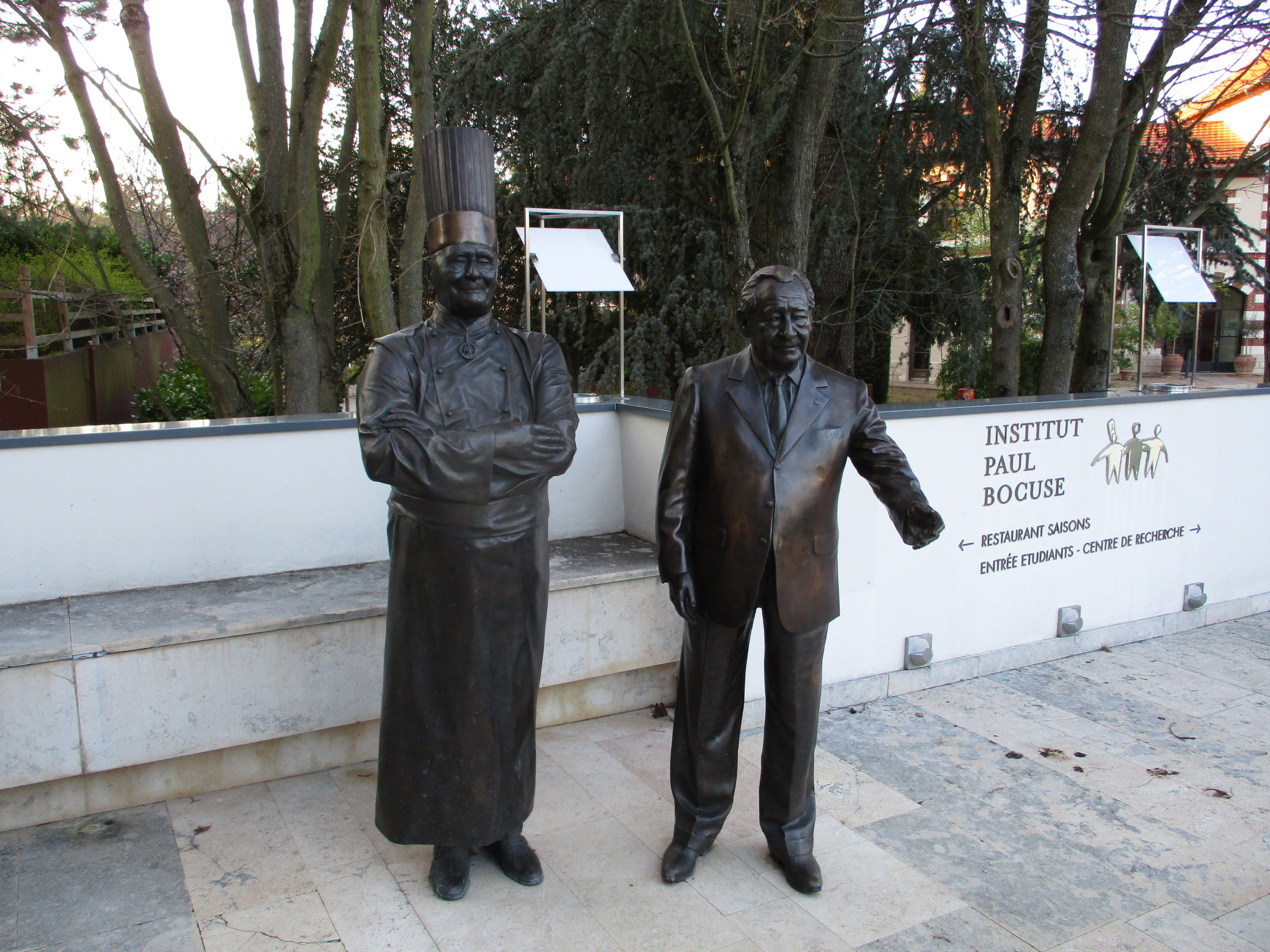
Paul Bocuse et Gérard Pélisson à l'entrée de l'Institut.

L'Institut offre aussi des formations professionnelles dans le cadre de la formation continue. Le restaurant-école gastronomique, Saisons, dirigé par le chef Davy Tissot (Meilleur ouvrier de France), est ouvert au public du lundi au vendredi. Depuis 2013, un second restaurant-école, bistronomique a ouvert place Bellecour à Lyon. Il a été décoré par Pierre-Yves Rochon avec comme thème : la transparence.

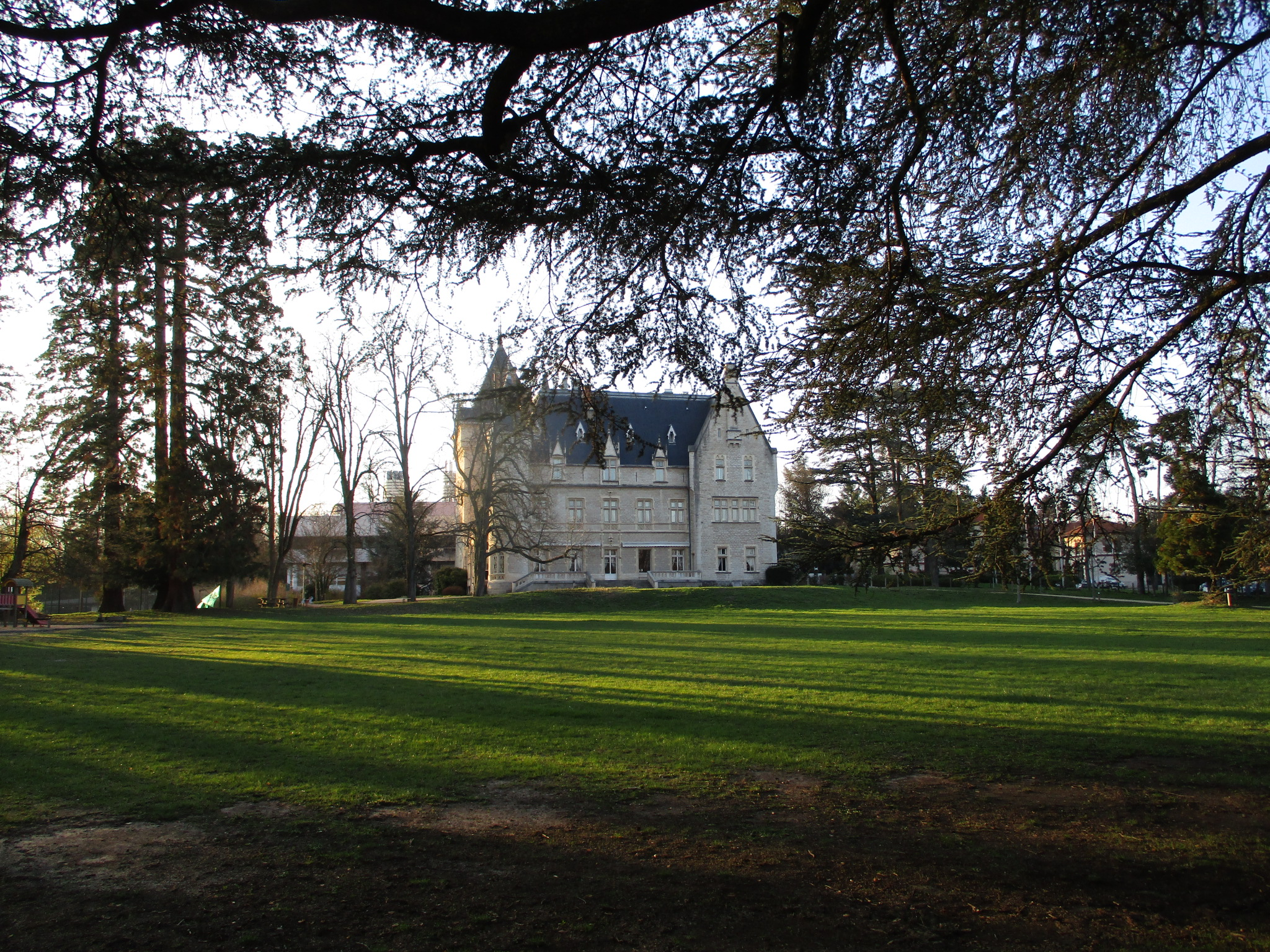
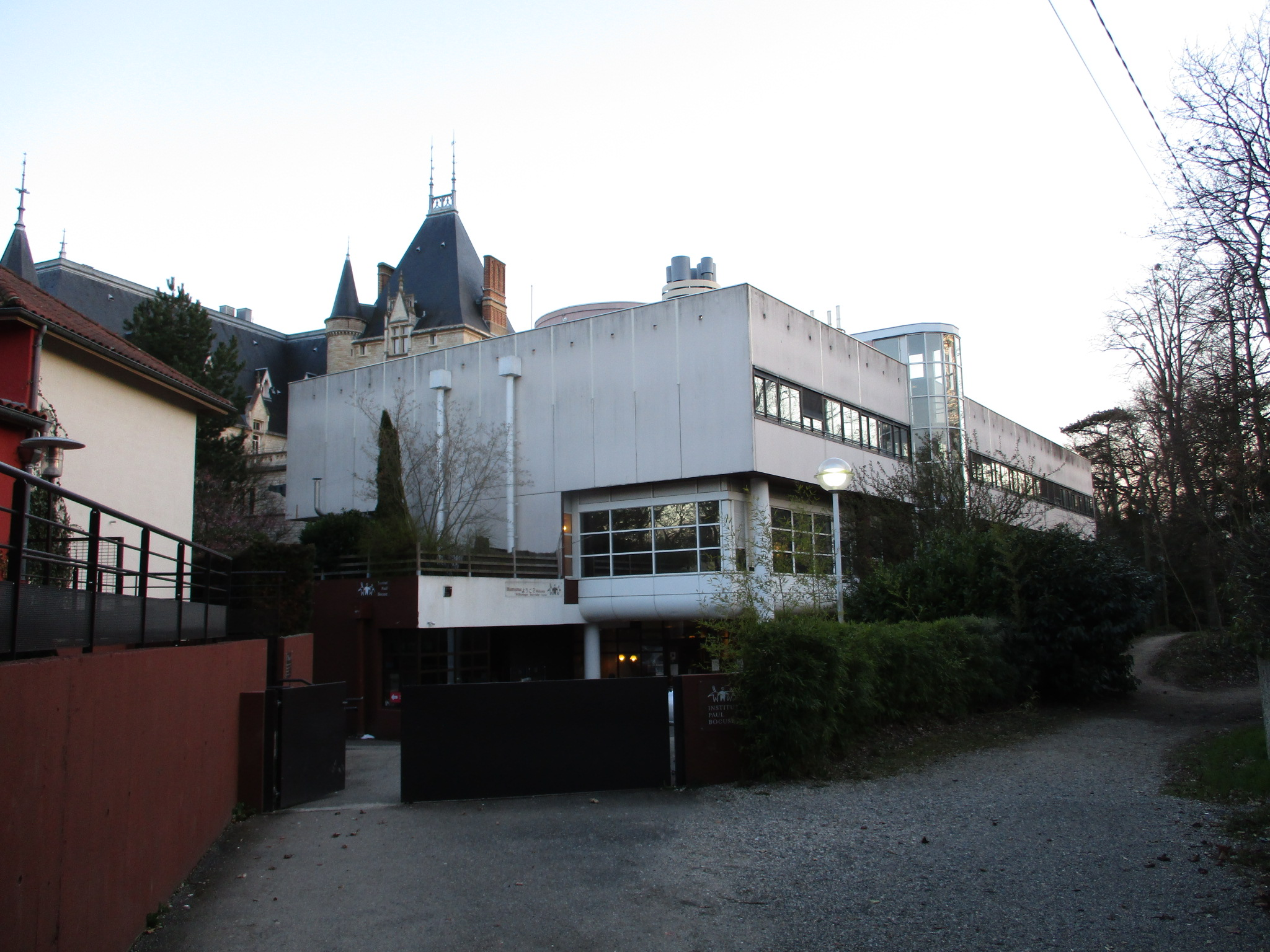
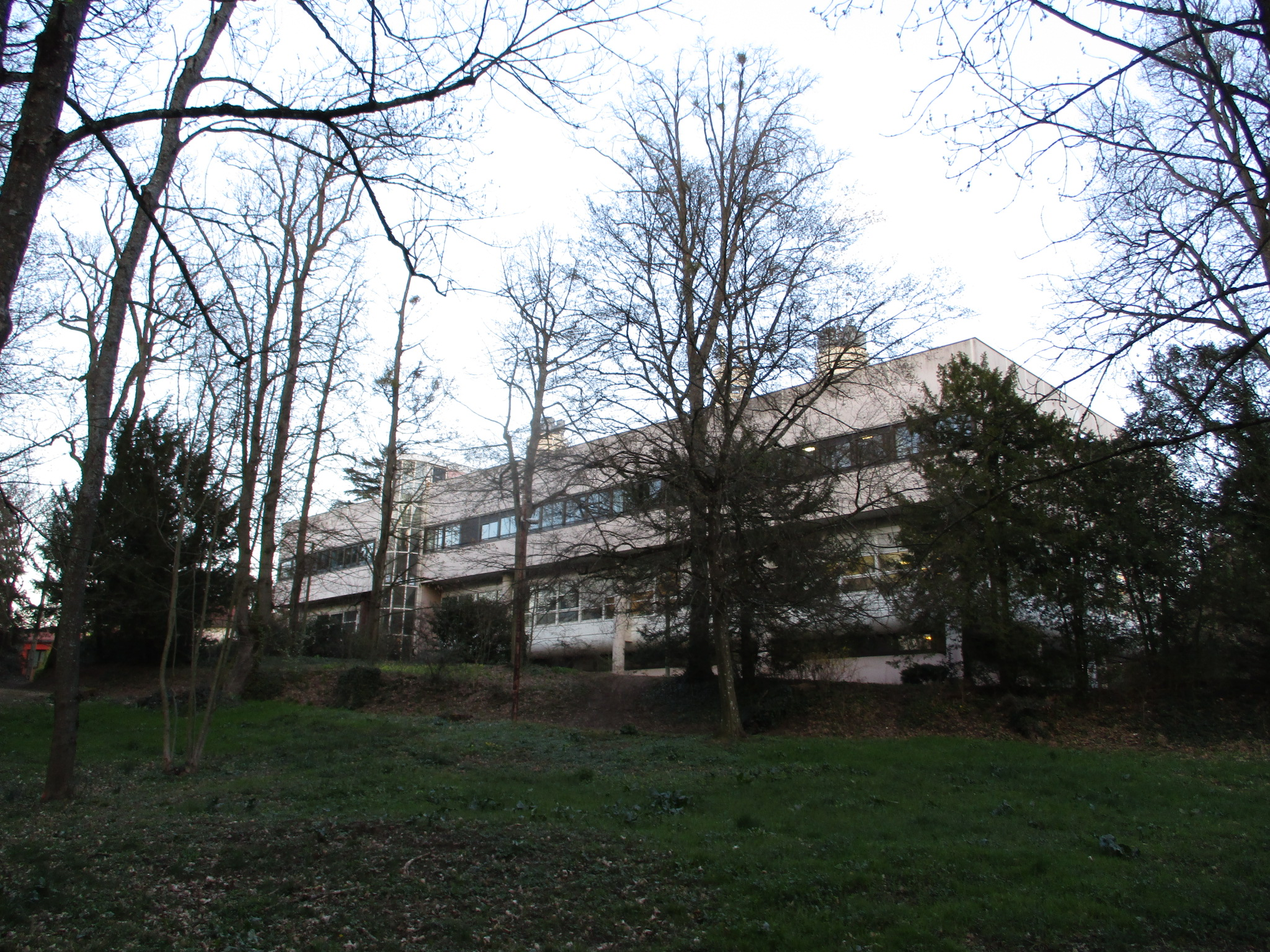
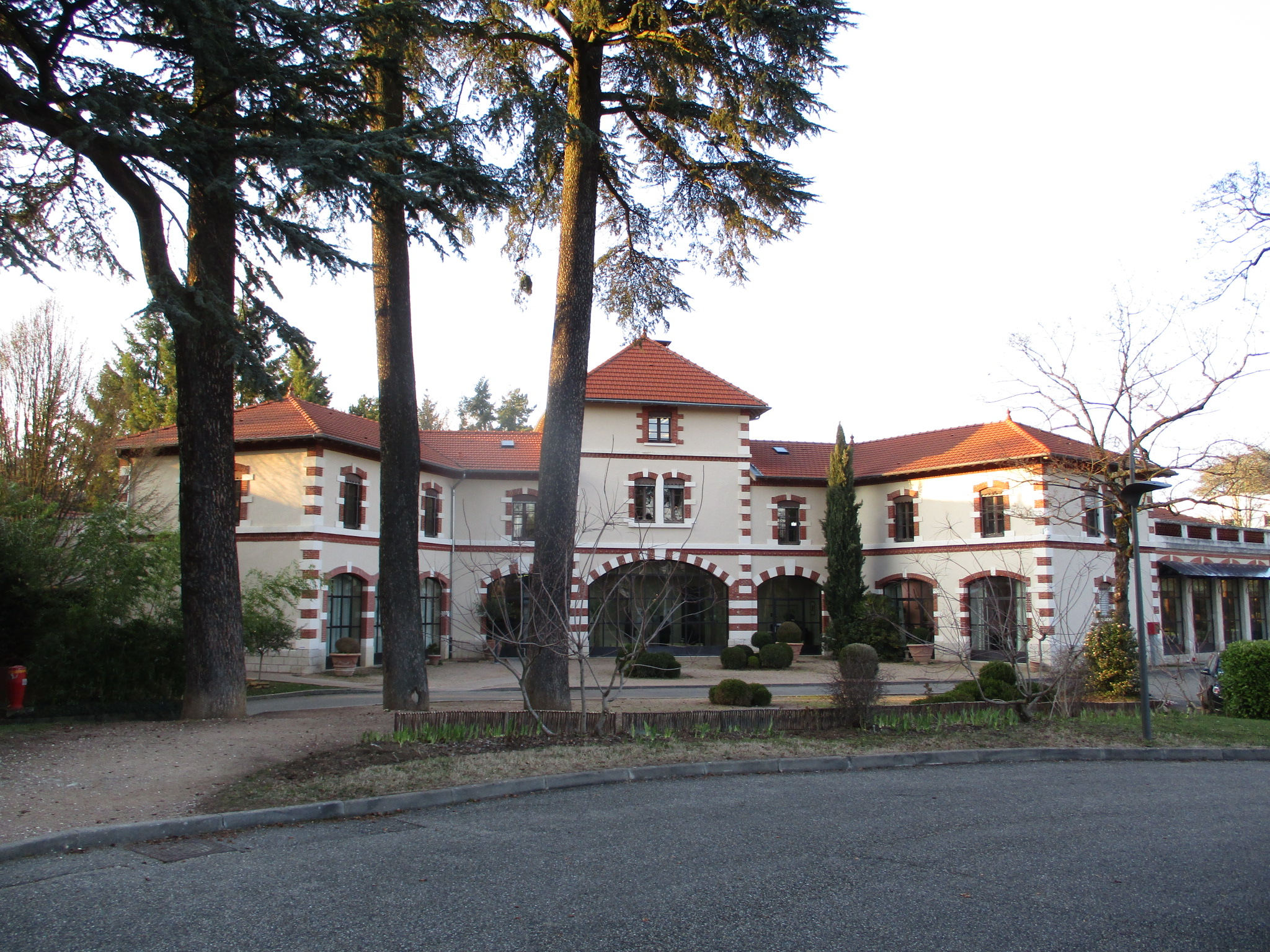

## Programmes
L'Institut Lyfe (ex Paul Bocuse) accueille plus de 1200 étudiants, de plus de 75 nationalités différentes sur son campus et propose des cursus de deuxième cycle.
- Bachelor Management International de l’Hôtellerie et de la Restauration,
- Bachelor (Hons.) Management International de la Pâtisserie,
- Bachelor en Management International des Arts Culinaires
- MSc. in International Hospitality Management
- MSc. in Culinary Leadership & Innovation
- MSc-Master Of Science Sustainable International Wine Tourism

## Accréditations
L'Institut Lyfe (ex Institut Paul Bocuse) est reconnu par le Ministère français de l'Enseignement supérieur, de la Recherche et de l'Innovation. Les programmes bachelors sont également des diplômes visés par l'État.

## Partenaires pédagogiques
- EM Lyon Business School pour le programme MSc in International Hospitality Management
- UAS Haaga-Helia (Finlande) pour le programme Master's in Culinary Leadership & Innovation